# 但弼
但弼（1836年—1892年），字夢巖，號肖丞，湖北武昌府蒲圻縣人，清朝政治人物。進士出身。
光緒二年（1876年），參加丙子恩科會試，得貢士第182名。殿試登進士2甲第142名。同年五月（6月3日），經吏部掣籤，授即用知縣。曾任河南新野縣知縣。光緒十八年（1892年），因其子在家修建花園，遭到彈劾，吞金自盡。
族親但紳，道光庚戌進士。